# Кингсгејт (Вашингтон)
Кингсгејт (енгл. Kingsgate) насељено је место без административног статуса у америчкој савезној држави Вашингтон.

## Демографија
По попису из 2010. године број становника је 13.065, што је 843 (6,9%) становника више него 2000. године.
| Група             | 2000.         | 2010.         |
| Белци             | 9.381 (76,8%) | 8.922 (68,3%) |
| Афроамериканци    | 199 (1,6%)    | 232 (1,8%)    |
| Азијати           | 1.422 (11,6%) | 2.110 (16,2%) |
| Хиспаноамериканци | 690 (5,6%)    | 1.232 (9,4%)  |
| Укупно            | 12.222        | 13.065        |